# Benjamin Bell
Benjamin James Bell (24 de febrero de 1990) es un jugador profesional de voleibol australiano, juego de posición armador.

## Palmarés

### Clubes
Campeonato de Suecia:
- 2010

NEVZA:
- 2016

Copa de Danés:
- 2016

Campeonato Danés:
- 2016